# Philip Ober
Pour les articles homonymes, voir Ober.
Philip Ober est un acteur américain né le 23 mars 1902 à Fort Payne, Alabama (États-Unis), et mort le 13 septembre 1982 à Mexico (Mexique).

## Filmographie
- 1934 : Chloe, Love Is Calling You (en) de Marshall Neilan : Jim
- 1938 : Little Me (court métrage) de Roy Mack
- 1950 : The Magnificent Yankee de John Sturges : Owen Wister / narrateur
- 1950 : Fureur secrète (The Secret Fury) de Mel Ferrer : Gregory Kent
- 1950 : Mon cow-boy adoré (Never a Dull Moment) de George Marshall : Jed
- 1951 : Le Droit de tuer (The Unknown Man), de Richard Thorpe : Wayne Kellwin
- 1952 : Washington Story (en) de Robert Pirosh : Gilbert Nunnally
- 1952 : Reviens petite Sheba (Come Back, Little Sheba) de Daniel Mann : Ed Anderson
- 1953 : Le Clown (The Clown) de Robert Z. Leonard : Ralph Z. Henderson
- 1953 : The Girls of Pleasure Island (en) d'Alvin Ganzer et F. Hugh Herbert : col. Reade
- 1953 : Vicky (Scandal at scourie) de Jean Negulesco : B. G. Belney
- 1953 : Tant qu'il y aura des hommes (From Here to Eternity) de Fred Zinnemann : Capt. Dana 'Dynamite' Holmes
- 1954 : Romance sans lendemain (About Mrs. Leslie) de Daniel Mann : Mort Finley
- 1954 : La Lance brisée (Broken Lance) : Van Cleve
- 1956 : Calling Terry Conway (TV) : Stan
- 1957 : Tammy and the Bachelor de Joseph Pevney : Alfred Bissle
- 1957 : Escapade au Japon (Escapade in Japan) d'Arthur Lubin : Lt. Col. Hargrave
- 1958 : L'amour coûte cher (The High Cost of Loving) de José Ferrer : Herb Zorn
- 1958 : 10, rue Frederick de Philip Dunne : Lloyd Williams
- 1958 : La Dernière Torpille (Torpedo Run) : Adm. Samuel Setton
- 1959 : Comment dénicher un mari (The Mating Game) de George Marshall : Wendell Burnshaw
- 1959 : La Mort aux trousses (North by Northwest) d'Alfred Hitchcock : Lester Townsend
- 1959 : Un matin comme les autres (Beloved Infidel) de Henry King : John Wheeler
- 1960 : Elmer Gantry le charlatan (Elmer Gantry) de Richard Brooks : Rev. Planck
- 1960 : L'Étrange Destin de Nicky Romano (Let No Man Write My Epitaph) de Philip Leacock : Grant Holloway
- 1960 : Voulez-vous pêcher avec moi ? (The Facts of Life) de Melvin Frank : Doc Mason
- 1961 : The Crimebusters (en) de Boris Sagal : Herman Hauzner
- 1961 : Volupté (Go Naked in the World) de Ranald MacDougall : Josh Kebner
- 1963 : Le Vilain Américain (The Ugly American) de George Englund : Ambassadeur Sears
- 1964 : Le Retour d'Aladin (en) (The Brass Bottle) de Harry Keller : William Beevor
- 1964 : La Quatrième Dimension (The Twilight Zone) (Série TV) : épisode L'Espace d'un moment (Spur of the Moment) de Elliot Silverstein (saison 5, épisode 21) : M. Henderson
- 1965 : Gallegher (The Adventures of Gallegher) (TV, épisode 1) : Hade
- 1966 : The Ghost and Mr. Chicken (en) d'Alan Rafkin : Nicholas Simmons
- 1968 : Les tueurs sont lâchés (Assignment to Kill) : Bohlen